# Cathédrale Saint-Patrick-et-Saint-Colman de Newry
La cathédrale Saint-Patrick-et-Saint-Colman de Newry est une cathédrale catholique du Royaume-Uni, située dans la nation d’Irlande du Nord. Elle est le siège du diocèse catholique de Dromore. Elle est la première cathédrale catholique d'Irlande ouverte après l'émancipation des catholiques.

## Histoire
L'évêché de Dromore est fondé au VIe siècle par Colman de Dromore, et est resté sa propre juridiction depuis lors. L'ancienne cathédrale du Christ-Rédempteur de Dromore, récupérée par les anglicans, est brûlée lors de la Rébellion irlandaise de 1641, et reconstruite par l'évêque Taylor 20 ans plus tard ; la cathédrale catholique est construite par la suite.
La cathèdre, cependant, est transférée 200 années auparavant à Newry, la plus grande ville du comté de Down, et située à une place stratégique en bout du Carlingford Lough. La cathédrale est commencée en 1825 par l'architecte Thomas Duff et achevée en 1829, dans un style néogothique. Elle est agrandie et embellie par l'évêque Henry O'Neill, qui succède à McGivern en 1901 jusqu'en 1915. Le cabinet d'architectes chargé des travaux était Ashlin et Coleman (Thomas Aloysius).

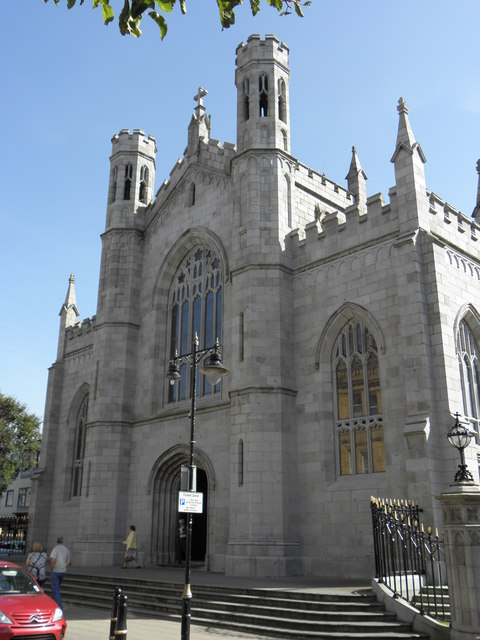
Façade.
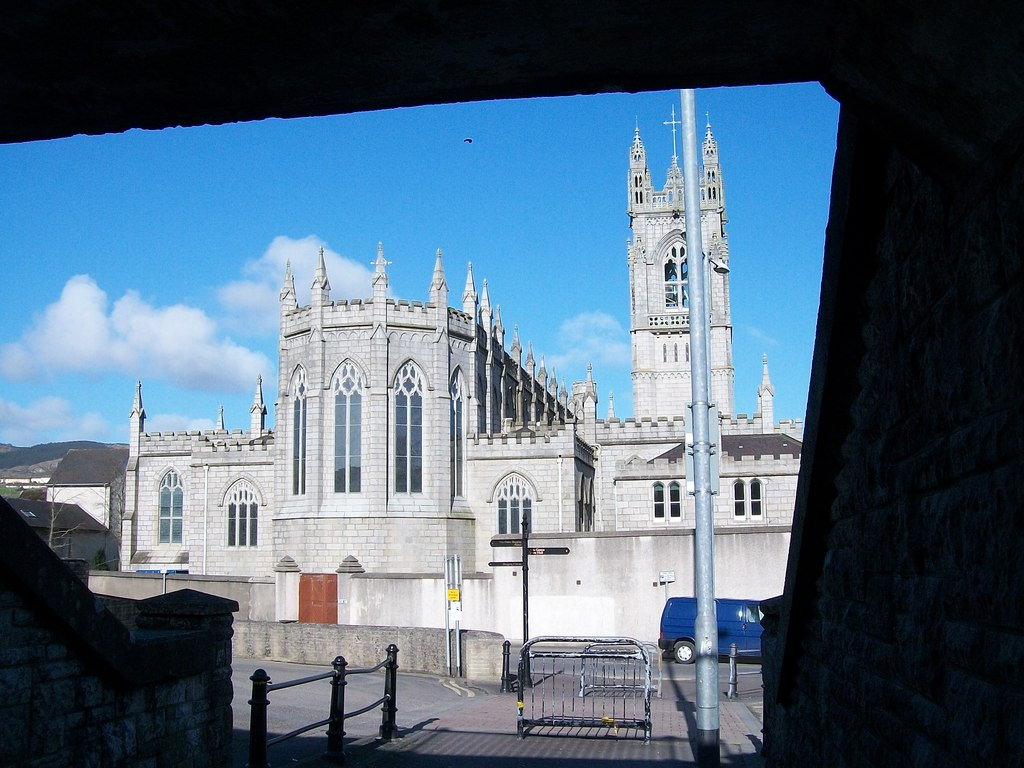
Chevet.
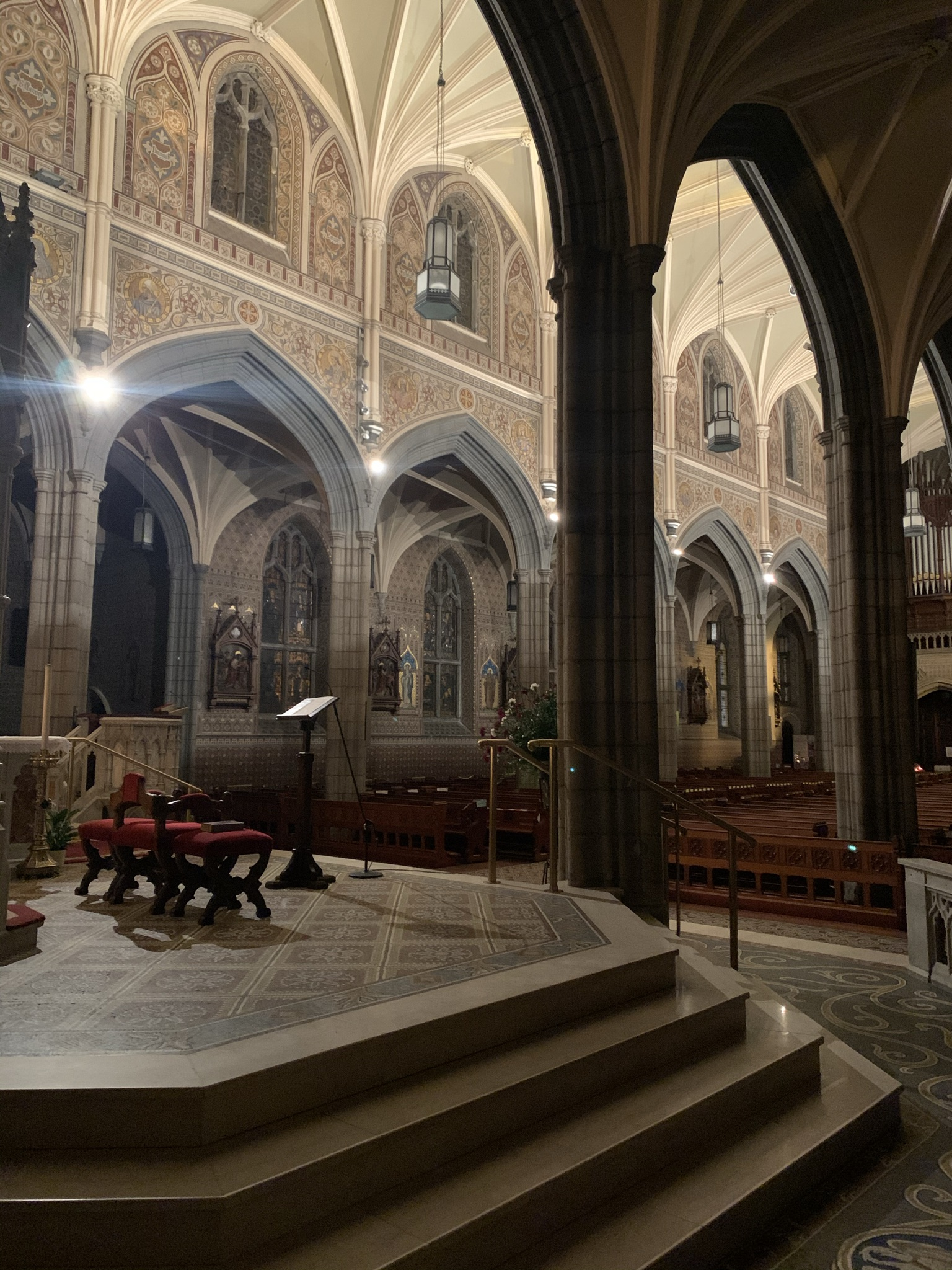
Aperçu de l'intérieur.

## Source
- (en) Cet article est partiellement ou en totalité issu de l’article de Wikipédia en anglais intitulé « Newry Cathedral » (voir la liste des auteurs).